# L'Oiseau bleu (Moran)
L'Oiseau bleu (ロワゾ・ブルー?) è il sesto singolo della rock band visual kei giapponese Moran. È stato pubblicato l'11 gennaio 2012 dall'etichetta indie TOY'S FACTORY come prima uscita di una miniserie di due singoli insieme al successivo Snowing.
Il singolo è stato stampato in due versioni entrambi in confezione jewel case: una special edition con DVD extra ed una normal edition con copertina modificata ed un brano in più.

## Tracce
Dopo il titolo è indicata fra parentesi "()" la grafia originale del titolo.
1. L'Oiseau bleu (ロワゾ・ブルー?) - 4:15 (Hitomi - Soan)
2. Ashita he no hakuri (明日への剥離?) - 3:50 (Hitomi - Sizna)
3. Hologram (ホログラム?) - 3:29 (Hitomi - Sizna)

### DVD
1. L'Oiseau bleu (ロワゾ・ブルー?); videoclip
2. Spot televisivi per L'oiseau bleu

## Formazione
- Hitomi - voce
- Sizna - chitarra
- Shingo - basso (supporto)
- Soan - batteria